# 동부 저 멀리
동부 저 멀리(Way Down East)는 미국에서 제작된 D.W. 그리피스 감독의 1920년 영화이다. 릴리언 기시 등이 주연으로 출연하였고 D.W. 그리피스 등이 제작에 참여하였다.

## 출연

### 주연
- 릴리언 기시
- 리처드 바델메스

### 조연
- 로웰 셔먼
- 크레이튼 헤일
- 에밀리 피츠로이

## 제작진
- 원작자: 윌리엄 A. 브래디